# Jan van Heeswijk
Johannes (Jan) van Heeswijk (Amsterdam, 14 april 1904 – aldaar, 6 maart 1975) was een Nederlands voetballer en honkbalspeler.

## Biografie
Jan van Heeswijk was de zoon van Nicolaas Johannes van Heeswijk en Maria Achterberg. Hij trouwde op 30 juli 1931 met Grietje Pronk en had twee zonen.
Hij speelde van 1923 tot 1926 bij AFC Ajax als doelman. Van zijn debuut in het kampioenschap op 11 februari 1923 tegen Sparta, tot zijn laatste wedstrijd op 3 januari 1926 tegen HBS, speelde van Heeswijk in totaal 33 wedstrijden in het eerste elftal van Ajax.
Zijn oudste zoon Rob speelde voor Blauw-Wit, Haarlem en Cambuur.

## Statistieken
| Club  | Seizoen | Competitie | Competitie | Beker | Beker | Totaal | Totaal |
| Club  | Seizoen | Wed.       | Dlp.       | Wed.  | Dlp.  | Wed.   | Dlp.   |
| ----- | ------- | ---------- | ---------- | ----- | ----- | ------ | ------ |
| Ajax  | 1922/23 | 3          | 0          | -     | -     | 3      | 0      |
| Ajax  | 1923/24 | 6          | 0          | -     | -     | 6      | 0      |
| Ajax  | 1924/25 | 13         | 0          | 2     | 0     | 15     | 0      |
| Ajax  | 1925/26 | 11         | 0          | ?     | ?     | 11     | 0      |
| Total | Total   | 33         | 0          | 2     | 0     | 35     | 0      |